# Multioppia tamdao
Multioppia tamdao är en kvalsterart som beskrevs av Sandór Mahunka 1988. Multioppia tamdao ingår i släktet Multioppia och familjen Oppiidae. Inga underarter finns listade i Catalogue of Life.